# حارة هبرة (صنعاء)
حارة هبرة هي إحدى حارات حي شعوب بمديرية شعوب إحد مديريات العاصمة اليمنية صنعاء، بلغ تعداد سكانها 3324 نسمة حسب تعداد اليمن لعام 2004.